# シアトル・タコマ造船所
シアトル・タコマ造船株式会社（Seattle-Tacoma Shipbuilding Corporation）は、アメリカ合衆国の造船会社。第二次世界大戦中に商船およびアメリカ海軍向けの艦艇を建造した。

## 概要
1920年代以来、トッド・ドライドック・アンド・コンストラクション社（Todd Dry Dock & Construction Company）の一部として存在したが、第一次世界大戦の後閉鎖された。
1939年、ワシントン州タコマのコメンスメント湾に面した古い造船所は、予想されるアメリカ合衆国の第二次世界大戦への参戦に備えて、アメリカ海軍からの約1,500万ドルの支援を受けてトッド造船とカイザー造船によって復活した。支援金によって造船所は大きく拡張された。シアトル・タコマ造船は大戦中、護衛空母や駆逐艦から商船までかなりの数の船を建造した。
1942年、トッド造船所はカイザーの所有する株を買い取った。その後シアトル・タコマ造船はトッド造船所に再吸収された。
トッド造船所はその後トッド・パシフィック造船所（Todd Pacific Shipyards）となる。同社は戦後タコマ造船所を海軍に売却し、海軍は1959年に同造船所の敷地をタコマ市に売却した。現在その敷地はコメンスメント湾産業振興地区の一部として再開発が行われている。